# Buenaventura, Chihuahua
Buenaventura är en ort i Mexiko.   Den ligger i kommunen Buenaventura och delstaten Chihuahua, i den nordvästra delen av landet, 1 400 km nordväst om huvudstaden Mexico City. Buenaventura ligger 1 564 meter över havet och antalet invånare är 6 168.
Terrängen runt Buenaventura är kuperad åt sydost, men åt nordväst är den platt. Runt Buenaventura är det mycket glesbefolkat, med 2 invånare per kvadratkilometer. Buenaventura är det största samhället i trakten. Omgivningarna runt Buenaventura är i huvudsak ett öppet busklandskap.